# Normalie
Im Gegensatz zu Normteilen sind Normalien standardisierte Maschinenelemente, die keiner nationalen oder internationalen Norm unterliegen. Meistens handelt es sich um vereinheitlichte Bauelemente, die in verschiedenen Ausführungen und Größen im Produktsortiment eines Unternehmens oder einer Unternehmensgruppe vorkommen. Innerhalb dieses Kreises werden die Normalien ähnlich wie Normteile behandelt. Die meisten Normalien werden im Werkzeugbau (Formen- und Stanzwerkzeugbau), im Vorrichtungsbau und im Maschinenbau eingesetzt. Als Pionier der Normalie gilt Rolf Hasenclever, der 1962 das Normalien-Baukastensystem im Formenbau einführte.

## Vorteile von Normteilen
- Keine Unikate, sondern lang erprobte und zuverlässig eingesetzte Bauteile
- Funktionsgarantie
- Schnell verfügbar
- Austauschbar bei Reparatur und Änderung
- Günstiger als eigene Herstellung
- CAD-Daten mit dem notwendigen Bauraum im Werkzeug verfügbar[1]